# La demora
Pour plus de détails, voir Fiche technique et Distribution.
La demora (littéralement « le retard ») est un film uruguayen réalisé par Rodrigo Plá sorti en 2012.

## Synopsis
María, une jeune femme travaillant à domicile pour une usine textile, élève seule ses trois enfants et doit prendre en charge son vieux père, Agustín, atteint de la maladie d'Alzheimer. María tente vainement de le placer en maison de retraite. Sa sœur, sollicitée à son tour, refuse de l'aider. Désespérée, María abandonne Agustín sur un banc public… 

## Fiche technique
- Titre original : La demora
- Réalisation : Rodrigo Plá
- Scénario : Laura Santullo
- Photographie : María Secco - Couleurs
- Musique originale : Jacobo Lleberman, Leonardo Heiblum
- Son : Fabián Oliver
- Montage : Miguel Schverdfinger
- Décors : Mariana Pereira
- Production : Sandino Saravia Vinay, Christian Valdelièvre, Rodrigo Plá, Alexandre Mallet-Guy pour Lulú Producciones, Malbicho Cine, Memento Films Production
- Pays d'origine :  Uruguay,  Mexique,  France
- Langue : espagnol
- Durée : 84 minutes
- Année de sortie : 2012
- Dates de sortie :
  -  Uruguay : 1er juin 2012
  -  France : 20 février 2013

## Distribution
- Roxana Blanco : María
- Carlos Vallarino : Agustín, le père de maria
- Julieta Gentile : Brenda, la fille de María, l'aînée, adolescente sérieuse
- Facundo Segocia : Fabri, un fils de Maria
- Oscar Pernas : Néstor, un ami de Maria
- Cecilia Baranda : Estela, la voisine de la place

## Commentaire
- La Demora ou Le Retard, celui qu'Agustín Suarez (Carlos Vallarino, acteur non professionnel), octogénaire atteint par une perte de mémoire inexorable, attribue au fait que sa fille, María, n'est toujours pas revenue le chercher. Il fait nuit, le froid est glacial, et, pourtant, le vieil Agustín attend toujours dignement et patiemment sur un banc public… La revue Positif traduit, d'ailleurs, La Demora par L'Attente[1].
- Rodrigo Plá commente : « Le scénario du film a été écrit par ma femme, Laura Santullo, à partir d'une de ses nouvelles. Il s'agissait d'un récit raconté sous la forme de deux monologues. Tout se passait dans la tête des personnages. Le risque de l'adaptation, c'était de sombrer dans le mélodrame. Nous voulions narrer cet événement à travers les yeux de María et d'Agustín, mais avec des nuances et de la complexité, sans jamais les juger. »[2]
- La plupart des critiques soulignent, en effet, ce dernier aspect et le mettent au crédit du film. Samuel Douhaire pour Télérama écrit notamment : « Le jeune cinéaste [...] a l'intelligence de ne pas miser sur les conflits entre ses personnages (Agustín n'est pas un vieillard aigri ou capricieux à la Tatie Danielle), ni sur le pathos. Il a, surtout, l'humanité de ne juger personne. »[3] De son côté, Gildas Mathieu argumente ainsi : « Rodrigo Plá ne justifie pas la décision de María, mais cherche à saisir le faisceau de raisons qui l'ont conduite à cette impasse. »[4]
- Le réalisateur s'explique : « Mon film parle moins de l'Uruguay que de la situation de ces gens prisonniers d'un entre-deux terrible. [...] On la voit (María/Roxana Blanco) lutter entre l'amour immense qu'elle porte à son père et la nécessité de commettre cet acte terrible. Mon film a choqué parce que certains spectateurs l'ont considérée comme un monstre. Or, à mes yeux, ce n'est pas du tout le cas. »[5]
- Prolongeant cette réflexion, Dominique Martinez exprime pour Positif[6] le point de vue suivant : « La dépendance des personnes âgées est une question majeure qui traverse toutes les sociétés occidentales. La Demora a été tourné à Montevideo (Uruguay) où l'abandon des vieillards est un phénomène en pleine explosion. [...] En situant le drame au cœur d'une cité de banlieue ordinaire [...], le réalisateur prend chacun à témoin. Et choisit le traitement d'un drame universel, davantage marqué par un contexte économique aliénant qu'une caractéristique nationale ou culturelle. [...] D' Amour de Michael Haneke à Arrugas (La Tête en l'air), film d'animation d'Ignacio Ferreras [...], les scénarios des films traitant de la fin de vie des malades d'Alzheimer ont un trait commun : la lutte pour préserver la dignité de la personne. »